# Max Baer
Maximilian Adelbert Baer Sr. (ur. 11 lutego 1909 w Omaha, zm. 21 listopada 1959 w Los Angeles) – amerykański bokser, zawodowy mistrz świata wagi ciężkiej.

## Życiorys

### Młodość
Pochodził z mieszanej rodziny. Jego ojciec Jacob Baer (1875–1938) był niepraktykującym żydem, a matka Dora Bales (1877–1938) protestantką irlandzko-szkockiego pochodzenia. Baer, wychowany jako katolik, nosił na swych spodenkach bokserskich gwiazdę Dawida.
Porzucił szkołę po 8. klasie, by pomagać ojcu w prowadzeniu rancza. 
Jego brat Buddy Baer był również zawodowym bokserem, który walczył z Joe Louisem o mistrzostwo świata, a syn Max Baer Jr. popularnym aktorem, znanym głównie z jednej z głównych ról w serialu The Beverly Hillbillies.

### Kariera
Rozpoczął karierę boksera zawodowego w 1929. Wygrał 17 z pierwszych 19 walk, w tym większość przez nokaut.
25 sierpnia 1930 w San Francisco Baer zmierzył się z Frankiem Campbellem. W 5. rundzie przypuścił atak zadając wiele ciosów. Nieprzytomny Campbell stał oparty o liny, zanim osunął się na deski. Zmarł następnego dnia w szpitalu wskutek ciężkiego wstrząśnienia mózgu. Po tej walce Baer, który czuwał przy łóżku Campbella, obawiał się gwałtownego atakowania przeciwników.
Następną walkę Baer stoczył pół roku później, przegrywając na punkty z Erniem Schaafem. W lutym 1931 pokonał go Tommy Loughran, a w lipcu tego roku Paulino Uzcudun. Później stoczył serię zwycięskich pojedynków, wygrywając m.in. dwukrotnie z Kingiem Levinskym w 1932. 31 sierpnia tego roku w Chicago ciężko znokautował Erniego Schaafa (rewanżując mu się za poprzednią porażkę), który był nieprzytomny przez ponad pięć minut. Schaaf zmarł pół roku później po walce z Primo Carnerą. Obrażenia poniesione w walce z Baerem mogły się do tego przyczynić.
8 czerwca 1933 w Nowym Jorku Baer pokonał przez techniczny nokaut w 10. rundzie byłego mistrza świata Maksa Schmelinga, a rok później, 14 czerwca 1934 w Nowym Jorku sam został zawodowym mistrzem świata wagi ciężkiej po zwycięstwie, przez techniczny nokaut w 11. rundzie, nad obrońcą tytułu Primo Carnerą. Stracił mistrzostwo już w następnej walce 13 czerwca 1935 w Nowym Jorku, gdy pokonał go na punkty Jim Braddock. 24 września 1935 w Nowym Jorku Baer został znokautowany w 4. rundzie przez Joe Louisa.
Stoczył potem jeszcze 31 walk, wygrywając 27 z nich. Zakończył karierę w 1941.
Zarówno podczas kariery bokserskiej, jak i po niej występował w filmach. W 1933 zagrał główną rolę w filmie The Prizefighter and the Lady, w którym wystąpili również Myrna Loy, Walter Huston oraz bokserzy – Primo Carnera i Jack Dempsey. Później występował wspólnie z innym byłym mistrzem świata (w wadze półciężkiej) Maxie Rosenbloomem.
Zmarł w 1959. Został wybrany w 1995 do Międzynarodowej Bokserskiej Galerii Sławy.
W 2005 Ron Howard zrealizował biograficzny film Człowiek ringu (Cinderella Man), gdzie postać Maxa Baera zagrał Craig Bierko; jednak sposób jego prezentacji odbiega od rzeczywistości.

## Filmografia

### Filmy fabularne
- 1933: The Prizefighter and the Lady jako Steve
- 1938: Over She Goes jako Silas Morner
- 1942: The Navy Comes Through jako Coxswain G. Berringer
- 1949: Abbott i Costello – Afrykańska przygoda jako Grappler McCoy
- 1956: Tym cięższy ich upadek (The Harder They Fall) jako Buddy Brannen
- 1957: Utah Blaine jako Gus Ortmann

### Seriale TV
- 1953: The Abbott and Costello Show – odc.: „Killer’s Wife” jako zabójca
- 1957: Playhouse 90 (CBS) – odc.: „Requiem for a Heavyweight” jako Mike
- 1958: Make Room For Daddy odc.: „Rusty The Bully” w roli samego siebie
- 1960: Nietykalni (The Untouchables) – odc.: „The Doreen Maney Story” jako bokser